# Treze Tílias
thumb
Treze Tílias este un oraș în Santa Catarina (SC), Brazilia.